# Società Sportiva Virtus Lanciano 1924 2012-2013
Questa voce raccoglie le informazioni riguardanti la Società Sportiva Virtus Lanciano 1924 nelle competizioni ufficiali della stagione 2012-2013.

## Stagione
Nella stagione 2012-2013 la Virtus Lanciano ha disputato il primo campionato di Serie B della sua storia. Anche il tecnico che l'ha portata nel campionato cadetto Carmine Gautieri è stato confermato. Paga dazio nella nuova categoria, al termine del girone di andata ha solo 19 punti con il terz'ultimo posto. Poi cambia marcia nel girone di ritorno, nel quale ottiene 29 punti, il necessario per evitare i Play-off con 48 punti, anzi per non farli disputare, in quanto la quart'ultima il Vicenza con 42 punti, ha sei lunghezze in meno della Virtus, il regolamento recita che si disputano i Play-out se il divario tra quart'ultima e quint'ultima è di almeno 4 punti. Così nella sua prima esperienza in Serie B la Virtus Lanciano è riuscita nell'obiettivo di mantenere la prestigiosa categoria. Il napoletano Antonio Piccolo preso a gennaio dal Livorno, con 7 reti ha propiziato la salvezza, ed è stato il miglior realizzatore marchigiano, il bottino raccolto in sole dodici gare disputate. Da segnalare anche che per adeguare lo Stadio Guido Biondi ai parametri della categoria cadetta si è dovuto ristrutturarlo, quindi le prime cinque giornate interne di campionato la Virtus a dovuto giocarle a Pescara. Nella Coppa Italia la Virtus subito fuori nel secondo turno, eliminata (3-2) dal Crotone.

## Divise e sponsor
Il fornitore ufficiale di materiale tecnico per la stagione 2012-2013 è stato Legea, mentre lo sponsor di maglia è stato Banca Popolare di Lanciano e Sulmona.
| 1ª divisa | 2ª divisa | 3ª divisa |

## Organigramma societario
Area direttiva
- Presidente: Valentina Maio
- Presidente onorario: Franco Maio
- Vice presidente: Guglielmo Maio
- Amministratore delegato: Guglielmo Maio

Area organizzativa
- Segretario generale: Claudio Di Menno Di Bucchianico
- Team manager: Guerino Diomede

Area comunicazione
- Ufficio stampa: Camillo D'Alessandro
- Sito web: Gabriele Visco

Area marketing
- Marketing e sponsorizzazioni: Michele La Scala

Area tecnica
- Direttore sportivo: Luca Leone
- Allenatore: Carmine Gautieri
- Allenatore in seconda: Pierluca Cincione
- Preparatori atletici: Francesco Del Morgine, Danilo Massi
- Preparatore dei portieri: Patrick Bettoni

Area sanitaria
- Responsabile sanitario: Antonio Falconio
- Medici sociali: Giacomo Oliveri, Fiorello Pantaleo, Antonino Cocco
- Fisioterapisti: Eugenio Guarnieri, Alfredo Scalingi

## Rosa[2]
| N. |                     | Ruolo | Calciatore                  |
| -- | ------------------- | ----- | --------------------------- |
| 1  | Italia (bandiera)   | P     | Vincenzo Aridità            |
| 2  | Italia (bandiera)   | D     | Antonio Aquilanti           |
| 3  | Italia (bandiera)   | D     | Carlo Mammarella (capitano) |
| 4  | Italia (bandiera)   | A     | Leonardo Spinazzola         |
| 5  | Italia (bandiera)   | A     | Antonio Piccolo             |
| 6  | Italia (bandiera)   | D     | Federico Amenta             |
| 7  | Italia (bandiera)   | A     | Manuel Turchi               |
| 8  | Italia (bandiera)   | C     | Nadir Minotti               |
| 9  | Francia (bandiera)  | A     | Mohamed Fofana              |
| 10 | Italia (bandiera)   | C     | Alessandro Volpe            |
| 11 | Slovenia (bandiera) | C     | Danijel Marčeta             |
| 12 | Italia (bandiera)   | P     | Angelo Casadei              |
| 13 | Italia (bandiera)   | C     | Vincenzo Pepe               |
| 14 | Ghana (bandiera)    | C     | Edmund Etsé Hottor          |
| 15 | Italia (bandiera)   | D     | Daniele Rosania             |

| N. |                       | Ruolo | Calciatore          |
| -- | --------------------- | ----- | ------------------- |
| 17 | Italia (bandiera)     | D     | Gaetano Vastola     |
| 18 | Italia (bandiera)     | A     | Tommaso Ceccarelli  |
| 19 | Italia (bandiera)     | A     | Diego Falcinelli    |
| 20 | Italia (bandiera)     | C     | Fabrizio Paghera    |
| 23 | Italia (bandiera)     | C     | Roberto D'Aversa    |
| 24 | Italia (bandiera)     | C     | Domenico Di Cecco   |
| 25 | Italia (bandiera)     | A     | Gianvito Plasmati   |
| 25 | Francia (bandiera)    | D     | Prince-Désir Gouano |
| 26 | Italia (bandiera)     | D     | Edoardo Scrosta     |
| 27 | Italia (bandiera)     | D     | Alberto Almici      |
| 28 | Italia (bandiera)     | A     | Luigi Falcone       |
| 29 | Uzbekistan (bandiera) | A     | Ilyas Zeytulaev     |
| 30 | Italia (bandiera)     | A     | Emanuele Testardi   |
| 33 | Italia (bandiera)     | P     | Nicola Leali        |

## Risultati

### Serie B

#### Girone di andata
| Arbitro: | Mariani (Aprilia) |

|              |           |                |
| Renzetti 38’ | Marcatori | 57’ Mammarella |

| Arbitro: | Pasqua (Tivoli) |

|              |           |                           |
| Di Cecco 53’ | Marcatori | 71’ Neto Pereira 86’ Koné |

| Arbitro: | Ciampi (Roma) |

|             |           |          |
| Paghera 21’ | Marcatori | 48’ Zaza |

| Arbitro: | Abbattista (Molfetta) |

|                |           |  |
| Di Carmine 75’ | Marcatori |  |

| Arbitro: | Fabbri (Ravenna) |

|                   |           |                     |
| Fofana 69’ (rig.) | Marcatori | 45’ (rig.) Sforzini |

| Arbitro: | La Penna (Roma) |

|  |           |                |
|  | Marcatori | 15’ Mammarella |

| Arbitro: | Castrignanò (Brindisi) |

|                |           |             |
| Mammarella 26’ | Marcatori | 48’ Signori |

| Arbitro: | Manganiello (Pinerolo) |

|                          |           |  |
| Budel 74’ Caracciolo 89’ | Marcatori |  |

| Arbitro: | Gavillucci (Latina) |

|             |           |         |
| Vastola 58’ | Marcatori | 4’ Masi |

| Arbitro: | Mariani (Aprilia) |

|  |           |                                           |
|  | Marcatori | 19’ Maccarone 45’ Saponara 69’ Signorelli |

| Arbitro: | Merchiori (Ferrara) |

|                                   |           |  |
| Cacia 78’ (rig.) Gómez 85’ (rig.) | Marcatori |  |

| Arbitro: | Borriello (Mantova) |

|              |           |                |
| A. Volpe 90’ | Marcatori | 38’ Belingheri |

| Arbitro: | Roca (Foggia) |

|  |           |             |
|  | Marcatori | 15’ Vastola |

| Arbitro: | Fabbri (Ravenna) |

|                                 |           |            |
| Danilevičius 78’ R. Improta 90’ | Marcatori | 32’ Turchi |

| Arbitro: | La Penna (Roma) |

|  |           |                                      |
|  | Marcatori | 30’ Sciaudone 34’, 51’ (rig.) Caputo |

| Arbitro: | Castrignanò (Brindisi) |

|                               |           |                          |
| Litteri 39’ Vitale 73’ (rig.) | Marcatori | 42’ Di Cecco 88’ Falcone |

| Arbitro: | Candussio (Cervignano del Friuli) |

|                                              |           |                    |
| Fofana 28’ Falcone 51’ (rig.) Falcinelli 90’ | Marcatori | 5’, 22’, 45’ Succi |

| Crotone 8 dicembre 2012, ore 15:00 CET 18ª giornata | Crotone       | 0 – 0 referto | Virtus Lanciano | Stadio Ezio Scida\| Arbitro: \| Ciampi (Roma) \| |
| Arbitro:                                            | Ciampi (Roma) |               |                 |                                                  |

| Arbitro: | Cervellera (Taranto) |

|             |           |           |
| Minotti 37’ | Marcatori | 67’ Okaka |

| Arbitro: | Borriello (Mantova) |

|                             |           |  |
| Missiroli 28’ Pavoletti 62’ | Marcatori |  |

| Arbitro: | Roca (Foggia) |

|            |           |  |
| Turchi 84’ | Marcatori |  |

#### Girone di ritorno
| Arbitro: | Pairetto (Nichelino) |

|                        |           |              |
| Amenta 63’ Paghera 77’ | Marcatori | 61’ De Vitis |

| Arbitro: | Manganiello (Pinerolo) |

|            |           |                                |
| Ebagua 75’ | Marcatori | 44’ Turchi 86’ (rig.) A. Volpe |

| Arbitro: | Abbattista (Molfetta) |

|          |           |             |
| Zaza 41’ | Marcatori | 39’ Piccolo |

| Arbitro: | Castrignanò (Brindisi) |

|                                     |           |                              |
| Vastola 6’ A. Volpe 14’ Piccolo 38’ | Marcatori | 8’ Minesso 51’ (aut.) Almici |

| Arbitro: | Baracani (Firenze) |

|                     |           |                          |
| Piovaccari 40’, 90’ | Marcatori | 50’ Plasmati 57’ Piccolo |

| Arbitro: | Tommasi (Bassano del Grappa) |

|                                          |           |          |
| Fofana 19’ Falcinelli 73’ Mammarella 90’ | Marcatori | 62’ Comi |

| Arbitro: | La Penna (Roma) |

|                                 |           |                           |
| Zoboli 22’ Ardemagni 37’ (rig.) | Marcatori | 56’ Falcinelli 90’ Turchi |

| Arbitro: | Irrati (Pistoia) |

|  |           |                 |
|  | Marcatori | 73’, 85’ Corvia |

| Arbitro: | Pairetto (Nichelino) |

|                   |           |                          |
| Grossi 23’ (rig.) | Marcatori | 11’ Di Cecco 67’ Falcone |

| Arbitro: | Roca (Foggia) |

|                |           |                   |
| Tavano 8’, 36’ | Marcatori | 10’, 35’ Plasmati |

| Arbitro: | Cervellera (Taranto) |

|             |           |                               |
| Piccolo 40’ | Marcatori | 33’ Martinho 90’ (rig.) Cacia |

| Arbitro: | Pasqua (Tivoli) |

|                             |           |  |
| Belingheri 36’ Paulinho 67’ | Marcatori |  |

| Arbitro: | Baracani (Firenze) |

|                                   |           |  |
| Plasmati 29’ Castiglia 38’ (aut.) | Marcatori |  |

| Arbitro: | Castrignanò (Brindisi) |

|                     |           |          |
| A. Volpe 80’ (rig.) | Marcatori | 30’ Zito |

| Arbitro: | Ostinelli (Como) |

|                                                |           |                                      |
| Sciaudone 50’ Caputo 63’ Defendi 67’ Tallo 68’ | Marcatori | 1’ Amenta 36’ Falcinelli 46’ Piccolo |

| Arbitro: | Borriello (Mantova) |

|            |           |              |
| Turchi 38’ | Marcatori | 45’ Ceravolo |

| Arbitro: | Pairetto (Nichelino) |

|           |           |            |
| Succi 57’ | Marcatori | 6’ Piccolo |

| Arbitro: | Pinzani (Empoli) |

|             |           |              |
| Vastola 39’ | Marcatori | 8’ Abruzzese |

| Arbitro: | Merchiori (Ferrara) |

|              |           |                |
| Sansovini 9’ | Marcatori | 18’ Mammarella |

| Arbitro: | Irrati (Pistoia) |

|                        |           |                         |
| Vastola 4’ Piccolo 41’ | Marcatori | 18’ Berardi 27’ Chibsah |

| Arbitro: | Nasca (Bari) |

|            |           |                |
| Rubino 55’ | Marcatori | 12’ Falcinelli |

### Coppa Italia

#### Secondo turno
| Arbitro: | Di Bello (Brindisi) |

|                                      |           |                         |
| Calil 15’ (rig.) Ciano 56’ Eramo 90’ | Marcatori | 4’ Testardi 58’ Falcone |

## Statistiche

### Statistiche di squadra
| Competizione | Punti | In casa | In casa | In casa | In casa | In casa | In casa | In trasferta | In trasferta | In trasferta | In trasferta | In trasferta | In trasferta | Totale | Totale | Totale | Totale | Totale | Totale | DR  |
| Competizione | Punti | G       | V       | N       | P       | Gf      | Gs      | G            | V            | N            | P            | Gf           | Gs           | G      | V      | N      | P      | Gf     | Gs     | DR  |
| ------------ | ----- | ------- | ------- | ------- | ------- | ------- | ------- | ------------ | ------------ | ------------ | ------------ | ------------ | ------------ | ------ | ------ | ------ | ------ | ------ | ------ | --- |
| Serie B      | 48    | 21      | 5       | 11      | 5       | 27      | 30      | 21           | 4            | 10           | 7            | 23           | 30           | 42     | 9      | 21     | 12     | 50     | 60     | -10 |
| Coppa Italia |       | -       | -       | -       | -       | -       | -       | 1            | 0            | 0            | 1            | 2            | 3            | 1      | 0      | 0      | 1      | 2      | 3      | -1  |
| Totale       | -     | 21      | 5       | 11      | 5       | 27      | 30      | 22           | 4            | 10           | 8            | 25           | 33           | 43     | 9      | 21     | 13     | 52     | 63     | -11 |

### Statistiche dei giocatori[5]
| Giocatore      | Serie B  | Serie B | Serie B     | Serie B    | Coppa Italia | Coppa Italia | Coppa Italia | Coppa Italia | Totale   | Totale | Totale      | Totale     |
| Giocatore      | Presenze | Reti    | Ammonizioni | Espulsioni | Presenze     | Reti         | Ammonizioni  | Espulsioni   | Presenze | Reti   | Ammonizioni | Espulsioni |
| -------------- | -------- | ------- | ----------- | ---------- | ------------ | ------------ | ------------ | ------------ | -------- | ------ | ----------- | ---------- |
| A. Almici      | 29       | 0       | 10          | 1          | 1            | 0            | 0            | 0            | 30       | 0      | 10          | 1          |
| F. Amenta      | 32       | 2       | 5           | 0          | 1            | 0            | 0            | 0            | 33       | 2      | 5           | 0          |
| A. Aquilanti   | 40       | 0       | 7           | 1          | 1            | 0            | 0            | 0            | 41       | 0      | 7           | 1          |
| V. Aridità     | 2        | -3      | 0           | 1          | 1            | -3           | 0            | 0            | 3        | -6     | 0           | 1          |
| L. Bacchetti   | 2        | 0       | 0           | 0          | -            | -            | -            | -            | 2        | 0      | 0           | 0          |
| A. Casadei     | 5        | -6      | 2           | 0          | -            | -            | -            | -            | 5        | -6     | 2           | 0          |
| T. Ceccarelli  | 3        | 0       | 1           | 0          | -            | -            | -            | -            | 3        | 0      | 1           | 0          |
| R. D'Aversa    | 17       | 0       | 5           | 0          | -            | -            | -            | -            | 17       | 0      | 5           | 0          |
| D. Di Cecco    | 36       | 3       | 6           | 0          | 1            | 0            | 0            | 0            | 37       | 3      | 6           | 0          |
| D. Falcinelli  | 39       | 5       | 6           | 0          | -            | -            | -            | -            | 39       | 5      | 6           | 0          |
| L. Falcone     | 18       | 3       | 1           | 0          | 1            | 1            | 0            | 0            | 19       | 4      | 1           | 0          |
| M. Fofana      | 31       | 3       | 7           | 1          | -            | -            | -            | -            | 31       | 3      | 7           | 1          |
| P. Gouano      | 1        | 0       | 1           | 0          | -            | -            | -            | -            | 1        | 0      | 1           | 0          |
| E. Hottor      | 3        | 0       | 0           | 0          | -            | -            | -            | -            | 3        | 0      | 0           | 0          |
| N. Leali       | 37       | -51     | 2           | 1          | -            | -            | -            | -            | 37       | -51    | 2           | 1          |
| C. Mammarella  | 37       | 5       | 8           | 0          | 1            | 0            | 1            | 0            | 38       | 5      | 9           | 0          |
| D. Marčeta     | 4        | 0       | 0           | 0          | -            | -            | -            | -            | 4        | 0      | 0           | 0          |
| N. Minotti     | 24       | 1       | 6           | 0          | 1            | 0            | 0            | 0            | 25       | 1      | 6           | 0          |
| F. Paghera     | 28       | 2       | 8           | 0          | 1            | 0            | 1            | 0            | 29       | 2      | 9           | 0          |
| V. Pepe        | 11       | 0       | 1           | 0          | -            | -            | -            | -            | 11       | 0      | 1           | 0          |
| A. Piccolo     | 19       | 7       | 1           | 0          | -            | -            | -            | -            | 19       | 7      | 1           | 0          |
| G. Plasmati    | 13       | 4       | 2           | 0          | -            | -            | -            | -            | 13       | 4      | 2           | 0          |
| D. Rosania     | 16       | 0       | 6           | 1          | 1            | 0            | 0            | 0            | 17       | 0      | 6           | 1          |
| E. Scrosta     | 13       | 0       | 0           | 0          | -            | -            | -            | -            | 13       | 0      | 0           | 0          |
| L. Spinazzola  | 2        | 0       | 0           | 0          | -            | -            | -            | -            | 2        | 0      | 0           | 0          |
| E. Testardi    | 9        | 0       | 0           | 0          | 1            | 1            | 0            | 0            | 10       | 1      | 0           | 0          |
| M. Turchi      | 34       | 5       | 4           | 1          | 1            | 0            | 0            | 0            | 35       | 5      | 4           | 1          |
| G. Vastola     | 30       | 5       | 12          | 2          | -            | -            | -            | -            | 30       | 5      | 12          | 2          |
| A. Volpe       | 39       | 4       | 7           | 1          | 1            | 0            | 0            | 0            | 40       | 4      | 7           | 1          |
| I. Zeytullayev | 5        | 0       | 0           | 0          | 1            | 0            | 0            | 0            | 6        | 0      | 0           | 0          |